# Augusta Innes Withers
Augusta Hanna Elizabeth Innes Withers (nascida Baker) (1792 Gloucestershire - 1877 Londres) foi uma ilustradora inglesa de história natural, conhecida por ilustrar a Revista Pomológica de John Lindley e sua colaboração com Sarah Drake nas monumentais Orchidaceae do México e da Guatemala, por James Bateman. Ela foi nomeada a "pintora de flores comuns" da Rainha Adelaide e, mais tarde, da Rainha Vitória. Ela também produziu ilustrações para a Botanis de Benjamin Maund, Transactions of the Horticultural Society of London, The Illustrated Bouquet (1857-1863) e Curtis's Botanical Magazine.

## Histórico familiar
Augusta era filha de um vigário de Gloucestershire, capelão do príncipe regente. Ela morou em Londres toda a sua vida e foi casada com Theodore Withers, um contador 20 anos mais velho que ela.

## Carreira
Além de dar aulas de pintura, ela atuou como pintora de 1827 até 1865, expondo de 1829 a 1846 na Royal Academy, na Society of British Artists e na New Watercolor Society.
John Claudius Loudon comentou na Gardener's Magazine de 1831 que seus talentos eram da mais alta ordem e que "ser capaz de desenhar flores botanicamente e frutas horticulturalmente, isto é, com as características pelas quais as variedades e subvariedades são distinguidas, é uma das as realizações mais úteis de suas senhoras de lazer, vivendo no campo."
Em 1815, na tentativa de esclarecer a nomenclatura das variedades de frutas cultivadas e reduzir o número de sinônimos de uso comum, William Jackson Hooker iniciou um projeto de desenhos de frutas em aquarela estendendo-se por 10 volumes. Sofrendo um derrame em 1820, Hooker não conseguiu terminar o trabalho. Quatro outros artistas, incluindo Augusta Innes Withers e Barbara Cotton, foram contratados para completar o trabalho, irônico, já que Withers foi recusado como artista botânico pelo filho de Hooker, Joseph Dalton Hooker.
Withers pintou as 12 placas de cores para O assistente do Jardineiro de Robert Thompson.

## Ilustrações
- Vitis rotundifolia
- Orquídea Chysis laevis
- Orquídea Acineta barkeri
- Ribes uva-crispa
- Orquídea Oncidium incurvum
- Framboesa
- Allamanda Schottii
- Gompholobium splendens'